# Черкащанська сільська рада
Черкащанська сільська рада — колишній орган місцевого самоврядування у Миргородському районі Полтавської області з центром у c. Черкащани.

## Населені пункти
Сільраді були підпорядковані населені пункти:
- c. Черкащани
- с. Безводівка
- с. Запорожці[1][2]
- с. Мокріївка[1][2]
- с. Петрівка
- с. Писарівка
- с. Фуглі[1][2]

20 квітня 2007 року з облікових даних знято село Кирсівка, що раніше підпорядковувалося сільраді.